# 公孫越
公孫 越（こうそん えつ、? - 191年）は、中国後漢時代末期の武将。幽州遼西郡令支県の人。従兄は公孫瓚。家系は遼西公孫氏。同じく公孫瓚の従弟とされている公孫範との関係は不明で、兄弟とも従兄弟とも考えられる。

## 正史の事跡
| 姓名           | 公孫越                                                            |
| 時代           | 後漢時代                                                          |
| 生没年         | 生年不詳 - 191年（初平2年）                                       |
| 字・別号       | 〔不詳〕                                                          |
| 本貫・出身地等 | 幽州遼西郡令支県                                                  |
| 職官           | 〔不詳〕                                                          |
| 爵位・号等     | -                                                                 |
| 陣営・所属等   | 公孫瓚 →袁術                                                      |
| 家族・一族     | 一族：公孫瓚（従兄） 公孫範（兄弟?,従兄弟?） 公孫続（公孫瓚の子） |

初平2年（191年）、袁術は劉虞の子劉和を配下とした。しかし、劉虞と仲が悪かった公孫瓚は、対抗手段として公孫越を袁術の下に派遣し配下とさせ、また、密かに公孫越に命じて劉和を逮捕しようと目論んだ。結局、劉和は逃亡して袁紹の下に逃れたため、公孫瓚と劉虞の関係は更に悪化した。
同年、袁紹陣営の周昂（『三国志』魏書公孫瓚伝。一方、『後漢書』公孫瓚伝によると、周昕とされる）が陽城の孫堅の陣地を奪った。折りしも袁紹との関係が悪化していた袁術は、孫堅と公孫越に命じて、周昂を攻撃させた。しかしこの戦いで、公孫越は流れ矢に当たり死亡してしまった。公孫越の死は、公孫瓚の袁紹への対決姿勢を強めることにつながった。

## 物語中の公孫越
小説『三国志演義』では、公孫越は公孫瓚の弟となっている（ただし、当時は従兄弟が兄弟同然に扱われているため、『演義』の記述が完全な創作とは言い切れない）。公孫瓚の命により、冀州の分割を袁紹に申し入れる使者となったが、任務から帰る途中、袁紹の騙し討ちに遭い、矢で射殺されている。